# كوندور للطيران الرحلة 3782
رحلة كوندور فلوجدينست رقم 3782 كانت رحلة طيران عارض دولية تُشغلها شركة كوندور، انطلقت من مطار شتوتغارت-إشتردينغن في ألمانيا الغربية متجهة إلى مطار عدنان مندريس في تركيا. في 2 يناير 1988، تحطمت الطائرة بالقرب من بلدة سيفري حصار التركية أثناء اقترابها من الهبوط. في ذلك الوقت، كانت كوندور شركة تابعة مملوكة بالكامل لشركة لوفتهانزا الألمانية.

## الطائرة
كانت الطائرة من طراز بوينغ 737-230، تحمل الرقم التسلسلي 22635/774، ومسجلة تحت الرمز D-ABHD. نفذت أول رحلة لها في 15 يونيو 1981، وتسلمت لشركة الطيران في يوليو من العام نفسه. وكانت مزودة بمحركين من طراز برات آند ويتني JT8D-17A.قائد الطائرة كان وولفغانغ هيشلر (48 عامًا)، وهو طيار سابق لطائرة ستارفايتر، أما مساعده فكان هيلموت تسولر (33 عامًا).

## الحادث
سارت الرحلة دون أحداث تُذكر حتى المرحلة النهائية من الاقتراب، حيث كان مساعد الطيار هو من يتولى مهمة القيادة. وقد حصلت الطائرة الإذن بالهبوط باستخدام نظام الهبوط الآلي (ILS) من خلال العلامة الخارجية (منارة غير اتجاهية)، بعدها اتجهت إلى المدرج 35. ومع ذلك، فُعل نظام ILS بعد تجاوز الطائرة للمنارة، مما أدى إلى تفويت المنعطف المحدد. وأدى ذلك إلى ارتباك الطاقم، فاتبعوا شعاعًا خاطئًا من نظام ILS، مما تسبب في اصطدام الطائرة بتلة دومنتبه، التي تقع على بُعد 10.5 ميلًا بحريًا (12.1 ميلًا؛ 19.4 كيلومترًا) من المطار، ما أسفر عن مقتل جميع الركاب البالغ عددهم 16 شخصًا.

## التحقيق
وفقًا لتفريغ مسجل صوت قمرة القيادة، كان القبطان هيشلر يتحدث باستمرار إلى مساعده زولر، حتى خلال مرحلة الاقتراب، وظل يوجه له الانتقادات والتوبيخ والإهانات، أحيانًا دون أي صلة بالمهام أو شؤون العمل.خلص التحقيق إلى أن الحادث وقع نتيجة الاستخدام غير الصحيح لوسائل الملاحة، وعُزيت أسبابه بشكل رئيسي إلى عدم الالتزام بإجراءات الشركة، خصوصًا فيما يتعلق بالتنسيق بين أفراد الطاقم خلال مرحلة الاقتراب، والإجراءات الأساسية للتحليق باستخدام الأجهزة.[بحاجة لمصدر]